# Kath
Pour les articles homonymes, voir Kath (homonymie).

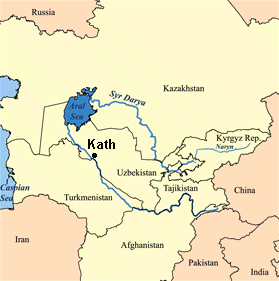
Kath, cité persane

Kath est une ancienne capitale du royaume du Khwarezm près de l'actuelle Ourguentch en Ouzbékistan. C'est dans un de ses faubourgs, renommé aujourd'hui Beruni, que naquit le grand savant encyclopédiste persan al-Biruni (973-1048).